# 西山委陵菜
西山委陵菜（学名：Potentilla sischanensis）是蔷薇科委陵菜属的植物，为中国的特有植物。分布于中国大陆的陕西、河北、内蒙古、青海、甘肃、宁夏、山西等地，生长于海拔200米至3,600米的地区，见于黄土丘陵、草地、干旱册坡以及灌丛中，目前尚未由人工引种栽培。

## 异名
- Potentilla sischanensis Bunge ex Lehm. var. peterae (Hand.-Mazz.) Yu et C. L. Li